# Памятники Кишинёва
Памятники Кишинёва — столицы Молдавии.

## Современная Молдова

### Памятник Стефану III Великому

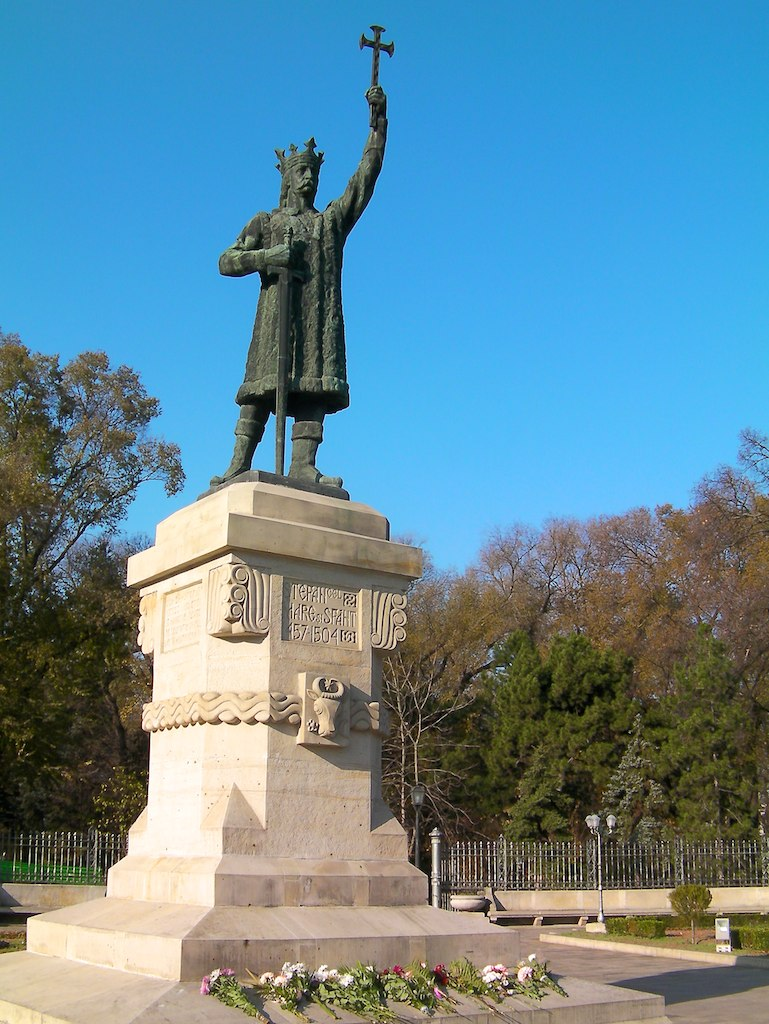
Памятник Стефану Великому

Памятник молдавскому господарю Стефан Великому («Штефану чел Маре»), правившему Молдавией с 12 апреля 1457 года по 2 июля 1504 года, установлен у главного входа в парк «Штефан чел Маре» со стороны Площади Великого Национального Собрания, на бульваре им. Штефана чел Маре в Кишинёве.
Штефан Великий изображён в короне и богатом одеянии молдавского господаря. Материалом для постамента послужил камень из косоуцкого карьера.
В 1923 году скульптору Александру Плэмэдялэ было предложено разработать проект памятника Штефану чел Маре. За основу для работы над портретом скульптор взял миниатюру, датированную 1475 годом, найденную им в Хуморском монастыре (на территории современной Румынии), изображение на которой считалось написанным с натуры.
В 1927 году памятник был отлит в бронзе и установлен в одном из старейших парков Кишинёва (ныне парк «Штефана чел Маре»). Архитектурное оформление монумента было выполнено по проекту Е. А. Бернардацци.

### Памятник Василе Александри

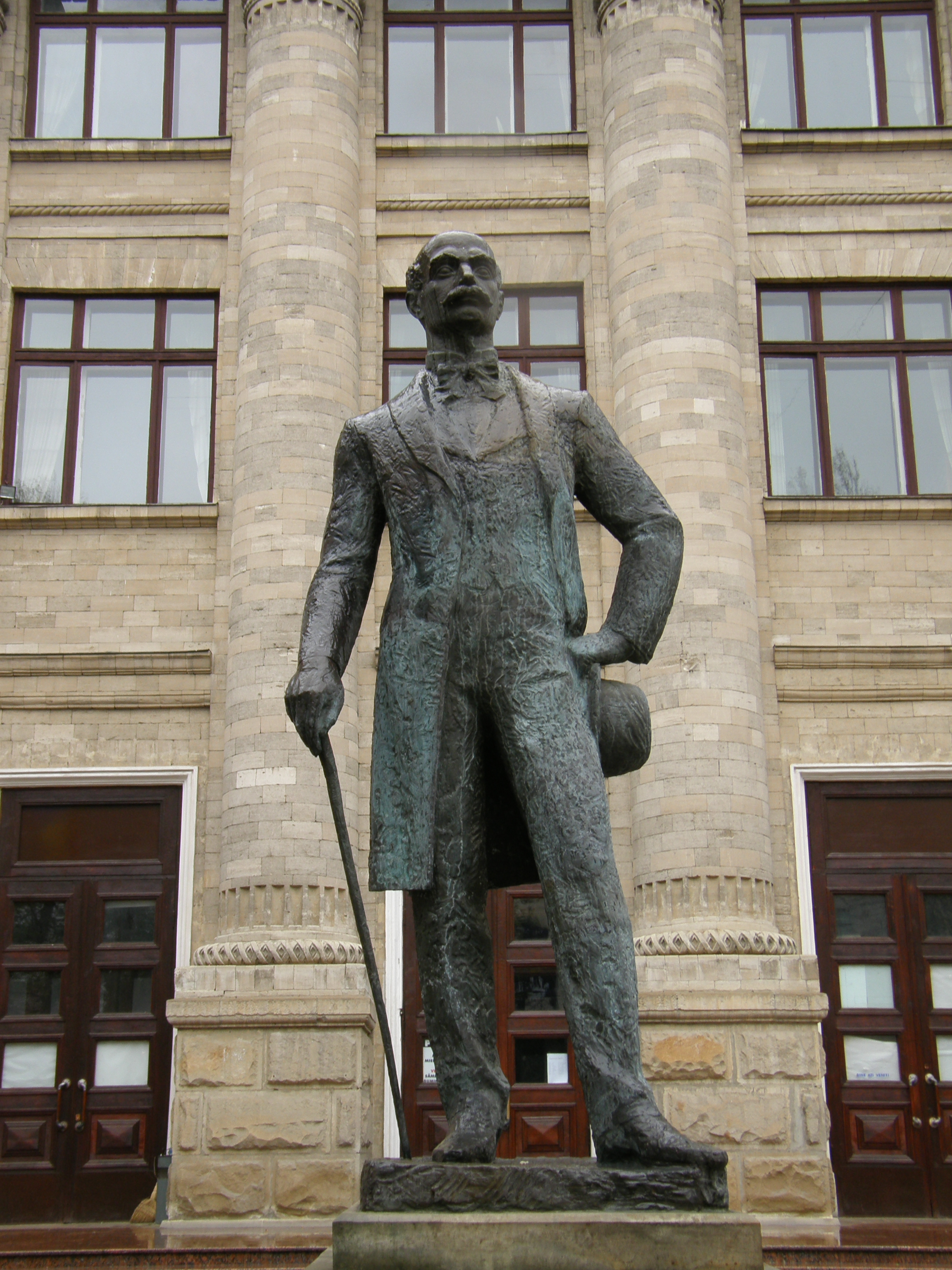
Памятник Василе Александри перед зданием Национальной библиотеки Молдовы.

Памятник посвящён поэту и драматургу румынской классической литературы — Василе Александри. Статуя сделана из бронзы и находится перед зданием Национальной библиотеки Молдовы.

### Мемориальные доски в честь А. О. Бернардацци
Мемориальная доска в честь Александра Бернардацци установлена на стене кишинёвской примарии. На ней изображён портрет архитектора и высечен текст:

«Главный архитектор Кишинёва в 1856—1878 гг, почётный гражданин города. Здание построено в 1902 году и признан национальным памятником архитектуры. Авторы проекта: Александр Бернардацци, Митрофан Етади.

июль 2004»
Другая мемориальная доска в честь Бернардацци установлена на стене здания капеллы женской гимназии, построенной под его руководством в 1895 году. Капелла была реставрирована в 1974 году.

### Памятник жертвам сталинских репрессий

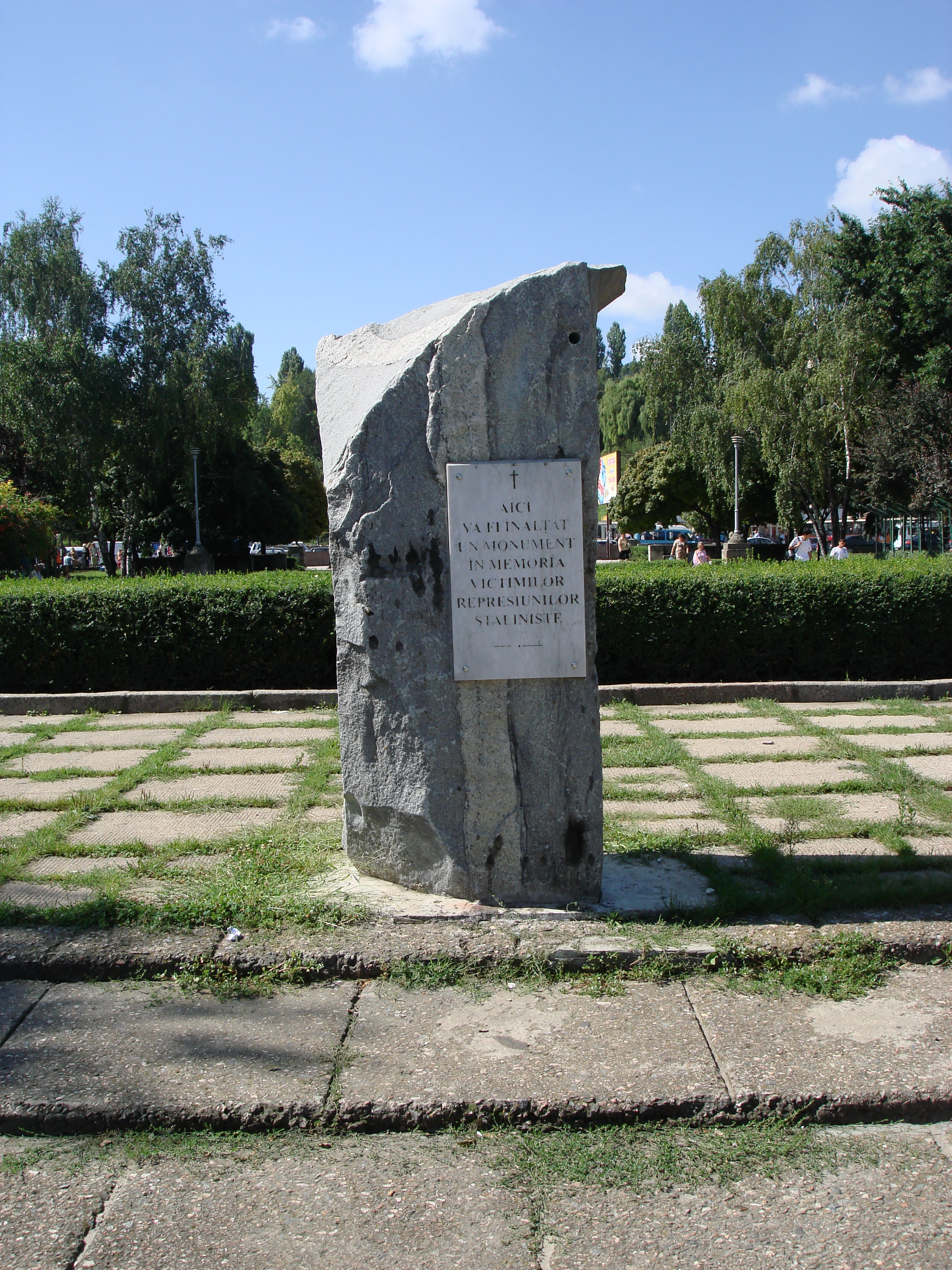
Плита на месте будущего памятника жертвам сталинских репрессий

C 2006 года перед зданием железнодорожного вокзала, на Привокзальной площади (рум. Aleea Gării), планировалось возвести памятник жертвам сталинских репрессий. До окончательной установки памятника на его месте была установлена каменная плита с надписью «Aici va fi înalţat un monument în memoria victimilor represiunilor staliniste» («Здесь будет возведён памятник в память о жертвах сталинских репрессий»).
26 июля 2013 года памятник, изготовленный в Белоруссии, был установлен в намеченном месте. Памятник также называют — «Поезд боли» («рум. Trenul Durerii»). Композиция представляет собой людей, тесно сбившихся в одну колонну, они сливаются, образуя поезд. Размеры памятника составляют 3 метра в высоту и 12 метров в длину. Памятник изготовлен из бронзы и имеет вес 15 тонн. Скульптор — Юрий Платон.
Изготовление памятника и обустройство прилегающей территории обошлось в 25 миллионов леев.

### Мемориальный камень «В память жертв советской оккупации и тоталитарного коммунистического режима»

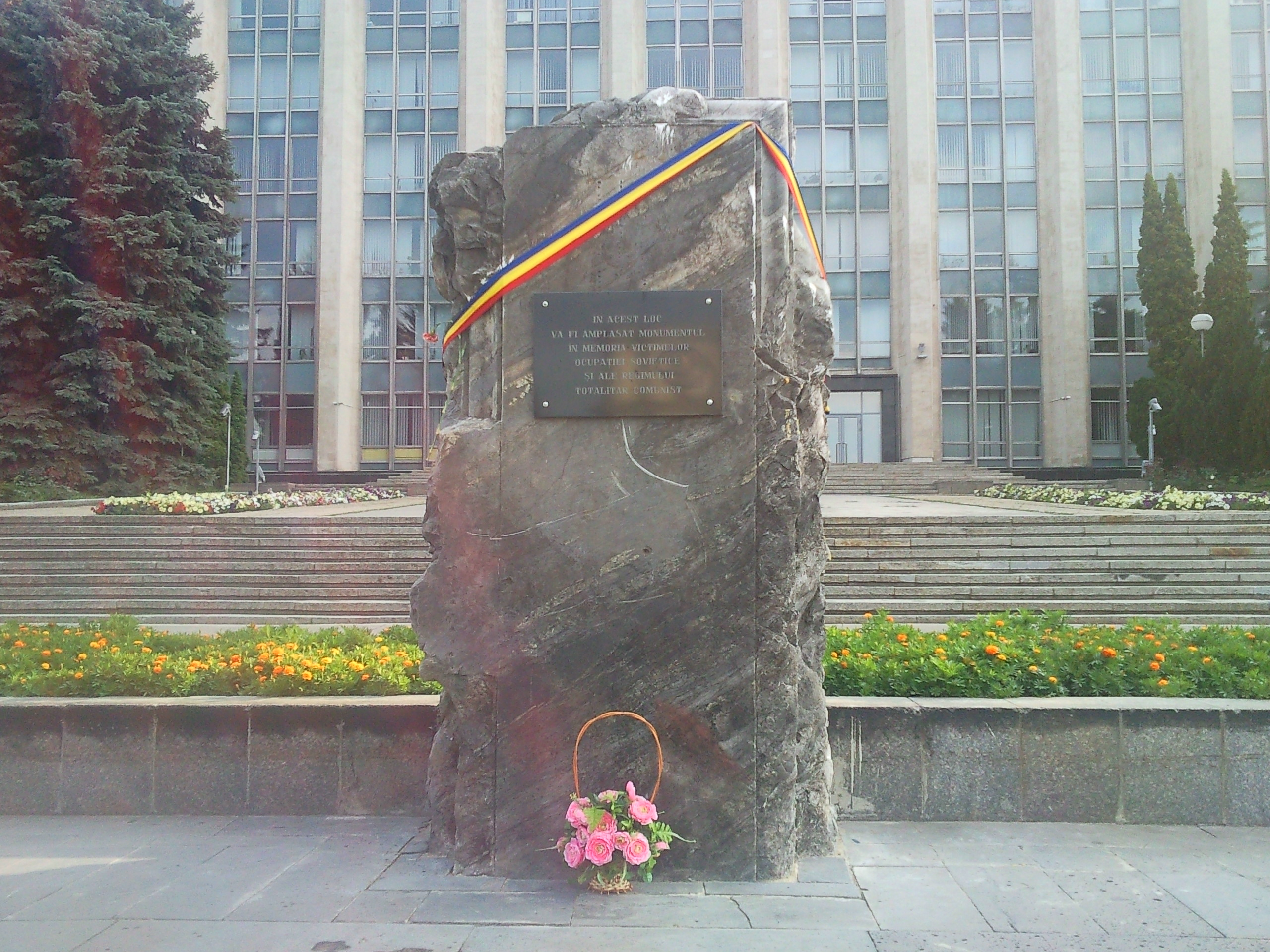
Мемориальный камень «В память жертв советской оккупации и тоталитарного коммунистического режима»

Расположен на площади Великого Национального Собрания. Надпись на румынском языке гласит: «В память жертв советской оккупации и тоталитарного коммунистического режима». Камень был установлен в ночь на воскресенье, 27 июня 2010 года. До 1991 года на этом месте стоял главный в республике памятник Ленину. Ранее этот камень был лежачей стелой за аркой «Победы» в честь союзных республик. Всего их было восемь: на каждой по две союзных республики и одна для СССР.

### Сынам отечества — священная память
Мемориальный комплекс памяти солдат, павших в афганской войне, открыт 20 мая 2007 на бульваре Мирона Костина на Рышкановке. Название комплекса: «Сынам отечества — священная память». Авторы — скульптор Борис Дубровин и архитектор Василий Еремчук.
Комплекс представляет собой возвышающуюся при входе в сквер скульптуру Скорбящей матери и белые пилоны, устремленные в небеса. На уровне пяти метров от земли их обрамляет выполненный из бронзы терновый венок. В центре — гранитная чаша в виде черного тюльпана, куда можно будет возложить цветы и поставить свечи. Вокруг монумента установлены гранитные плиты с именами погибших солдат. В верхней точке композиции водружен крест. Высота монумента — 15 метров. Вокруг мемориала раскинулся каскад фонтанов. Вместо старого асфальта уложена новая тротуарная плитка, обновлены и облагорожены газоны, установлена система полива, изменено наружное освещение.

### Памятники сказочным героям

#### Памятник Миорица

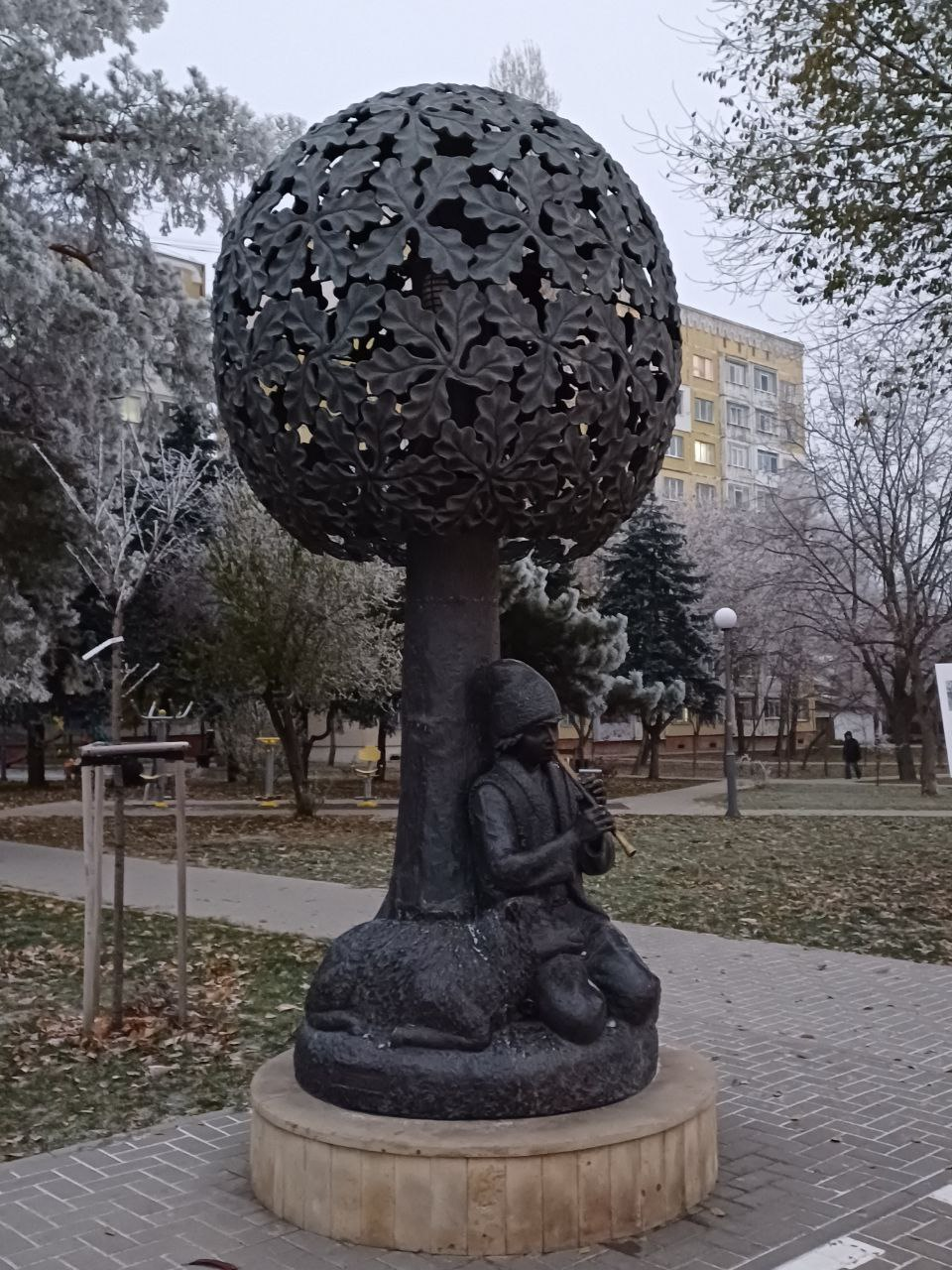
Памятник "Миорица"

Памятник "Миорица", посвящённый балладе "Миорица", расположен в секторе Центр, в микрорайоне Телецентр, на территории одноимённого сквера по улице Миорица. Установленный в начале марта 2022 года, он стал значимым культурным объектом. Баллада "Миорица", признанная одним из важнейших произведений молдавского фольклора, занимает особое место в культурном наследии страны, и памятник служит её достойным воплощением.
 Описание памятника 
Скульптура изображает пастуха, играющего на дудочке под деревом, на колене которого отдыхает овца. 
 Автор 
Автором памятника "Миорица" является Вячеслав Жиглицкий.

#### Памятник "Гугуцэ"

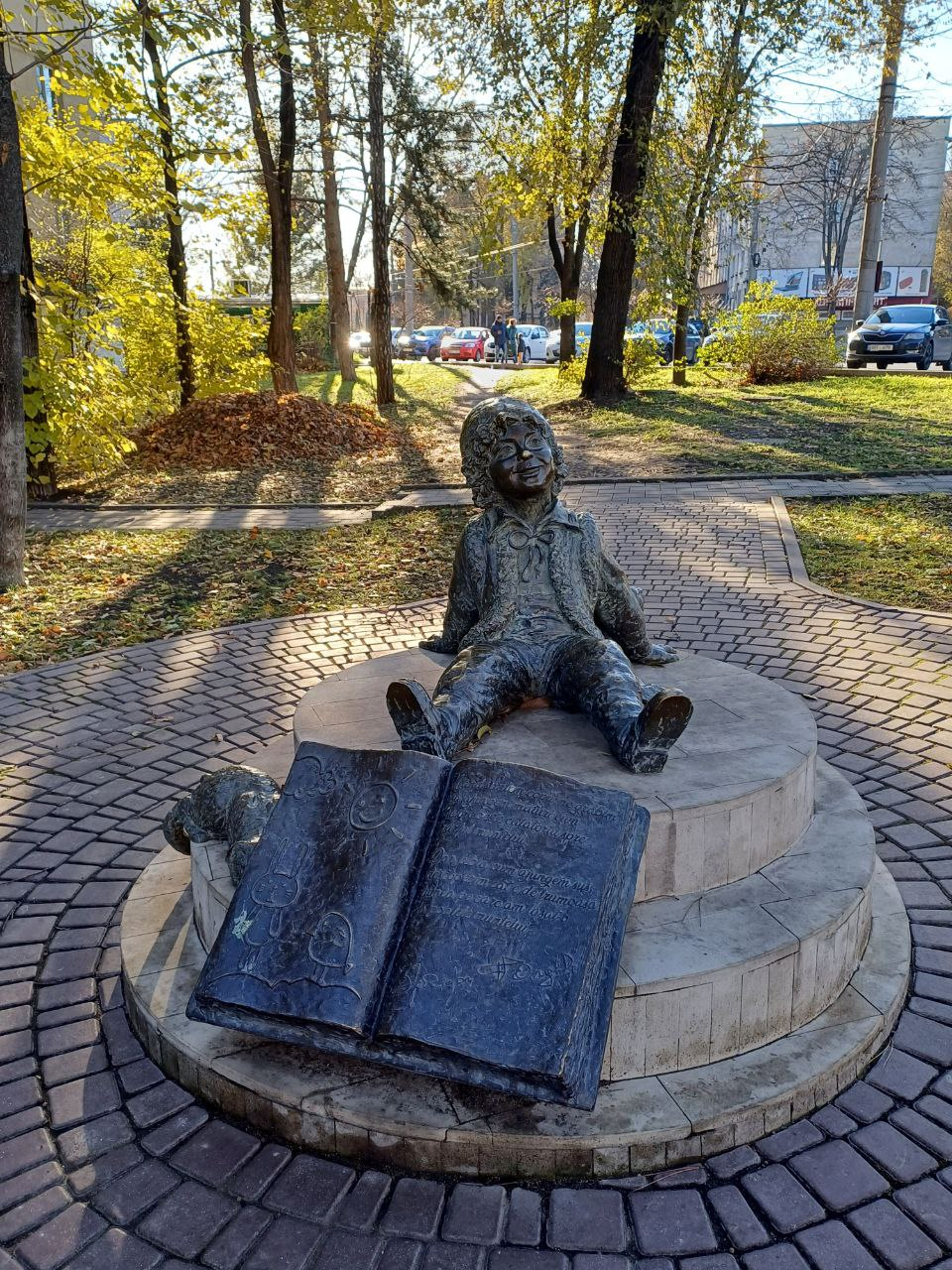
Памятник "Гугуцэ"

Памятник Гугуцэ посвящён литературному герою, придуманному писателем Спиридоном Вангели, Гугуцэ. Он является главным героем таких произведений как: "Приключения Гугуцэ", "Гугуцэ - капитан корабля", "Гугуцэ и его друзья" и другие. Расположен в секторе Рышкановка, в сквере "Гугуцэ" по улице Киевской.
Сквер был открыт одновременно с установлением памятника 15 мая 2021 года.
Описание памятника

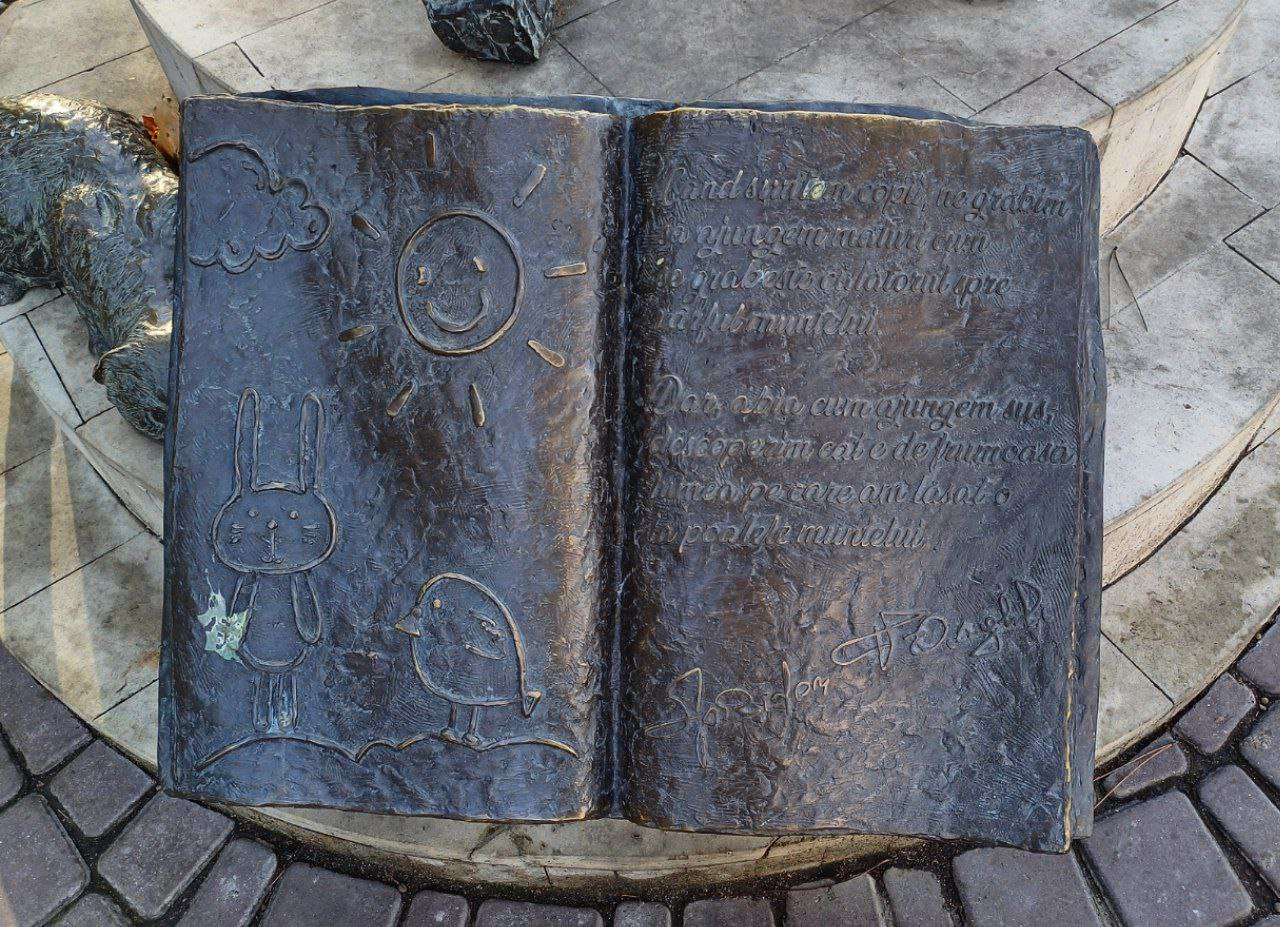
Цитата Спиридона Вангели на памятнике

Работа выполнена из бронзы, её высота составляет 1,5 метра.
На постаменте сидит Гугуцэ, рядом с ним лежит раскрытая книга с цитатой С.Вангели о детстве и взрослении, за книгой прячется кошка.
Цитата Спиридона Вангели на румынском языке: 
```
"Când suntem copii, ne grăbim să ajungem maturi cum se grăbește călătorul spre vârful muntelui.
 Dar abia cum ajungem sus, descoperim cât e de frumoasă lumea pe care am lăsat o la poalele muntelui."
```

Цитата Спиридона Вангели на русском языке: 
```
"Когда мы дети, мы спешим стать взрослыми, как путник, спешащий на вершину горы. Но только оказавшись наверху, мы понимаем, как прекрасен тот мир, который мы оставили у подножия горы."
```

Сквер гугуцэ стал местом отдыха, в который часто приходят мамы со своими детьми.
Автор
Автором памятника "Гугуцэ" является молдавский скульптор - Вячеслав Жиглицкий.

## Советское время

### Памятник Ленину
Установлен на Центральной площади перед зданием Дома правительства (сейчас Площадь Национального Собрания) 11 октября 1949 года в канун празднования 25-летия образования МССР и создания Компартии Молдавии. Выполнен из уральского красного гранита. На высоком постаменте с бронзовой надписью «ЛЕНИН» высится устремлённая вперёд фигура Владимира Ильича Ленина. Вокруг основания памятника была сооружена гранитная площадка, которая во время торжеств служила правительственной трибуной. В 1991 году памятник был перенесён на территорию ВДНХ по улице Гиочеилор 1 (с 1 июля 1996 по 2003 год свободная экономическая зона Expo-Business Chisinau) и установлен перед доской почета.
Авторы — скульптор С. Меркуров, архитекторы А. В. Щусев и В. Турчанинов.

### Мемориальный комплекс «Вечность»

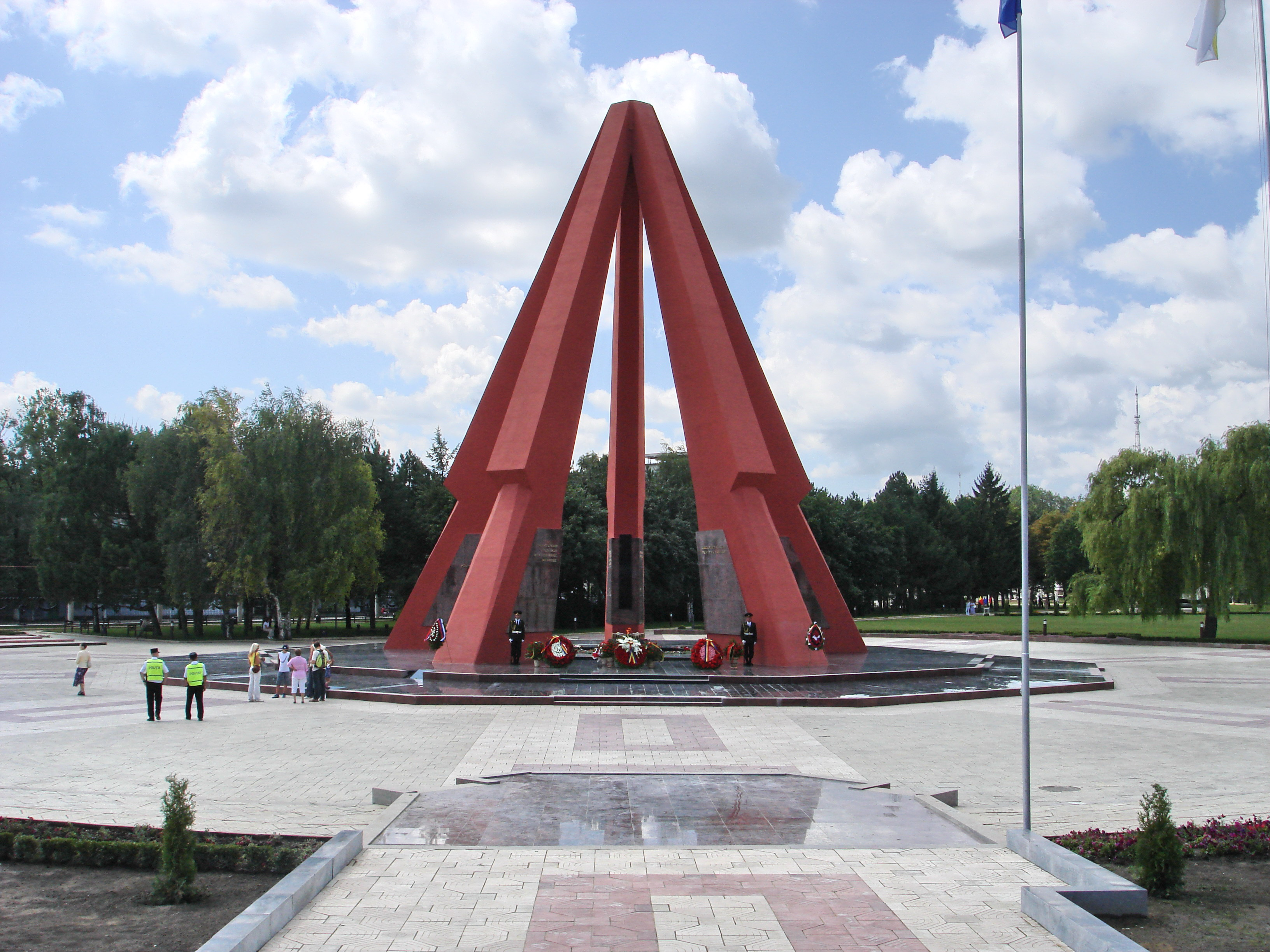

Мемориальный комплекс «Вечность» (рум. Eternitate) в советское время назывался Мемориалом воинской славы. Он был сооружён в память воинов, погибших в боях за освобождение Молдавии и Кишинёва от немецко-фашистских захватчиков в годы Великой Отечественной войны. Открытие мемориала состоялось 9 мая 1975 года. Мемориал расположен вдоль улицы П. Халиппа (бывшая улица Маршала Малиновского).
Композицию Мемориала Победы венчает 25-метровая пирамида из пяти стилизованных винтовок, которая объединяет весь комплекс и в то же время разделяет его на сектор воинских захоронений и площадь для митингов. У основания пирамиды — большая пятиконечная звезда, в центре которой горит Вечный огонь, зажжённый от Вечного огня на старом воинском кладбище. Вдоль северо-западной стороны мемориала расположено шесть каменных стел, на которых высечены скульптурные композиции, символизирующие отдельные этапы Великой Отечественной войны с первого её дня и до дня Победы. У подножия стел, вдоль аллеи, расположено 155 мраморных плит с именами героически павших воинов. Территория мемориала вымощена белыми каменными плитами.

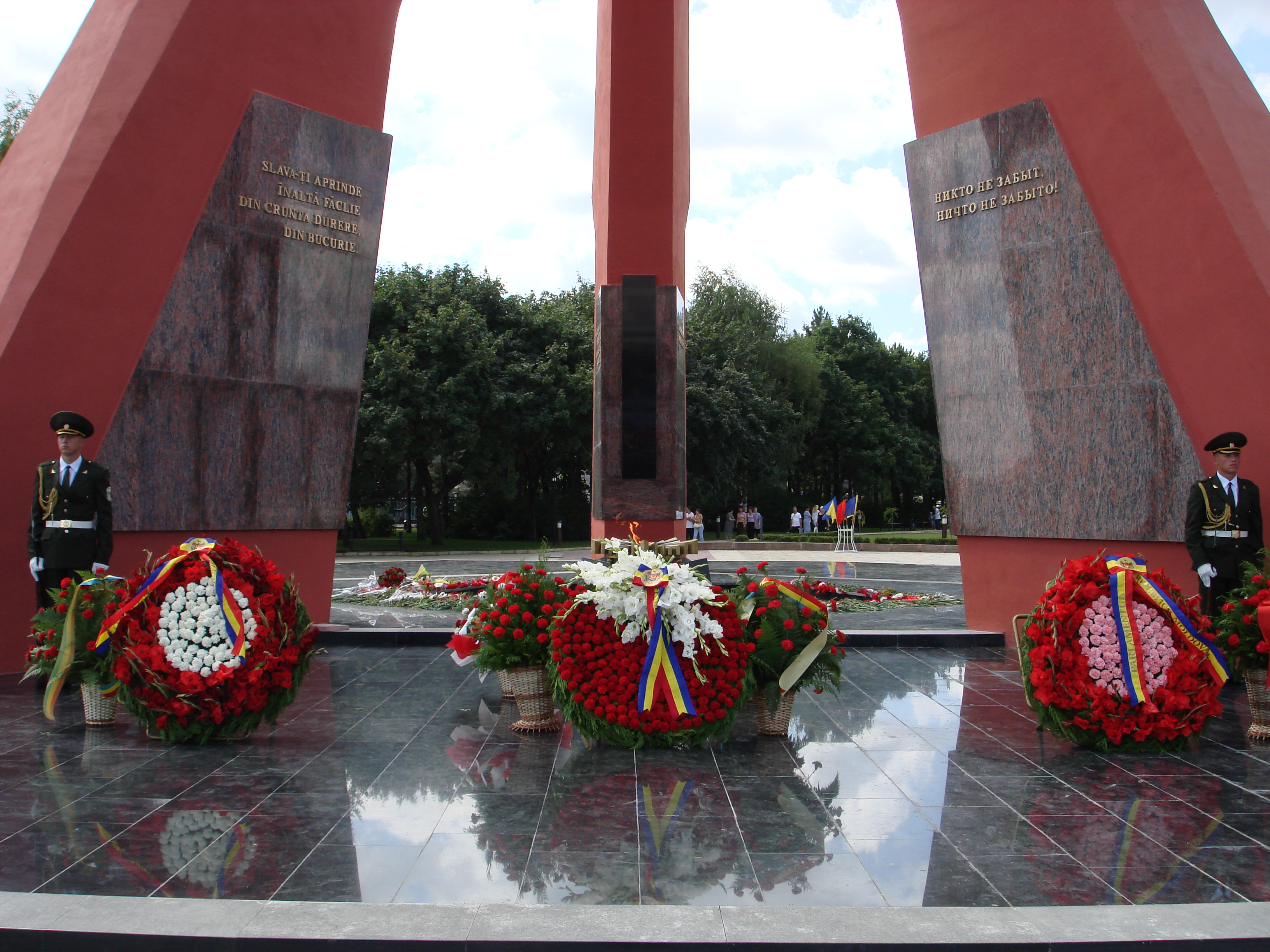

Автор мемориального комплекса — архитектор Александр Алексеевич Минаев.
Исполнители барельефов скульпторы — А. Майко и И. Понятовский.
В апреле-августе 2006 года прошла реконструкция мемориального комплекса (архитектор — С. М. Шойхет; скульптор Ганенко Сергей Андреевич). На проведение работ было выделено 35 млн леев, в том числе 22 млн леев из национального и местного бюджетов. Остальная часть суммы представляла собой вклад местных и зарубежных экономических агентов. Открытие реставрированного мемориального комплекса состоялось 24 августа 2006 года, в день освобождения Молдавии от немецко-румынских захватчиков.

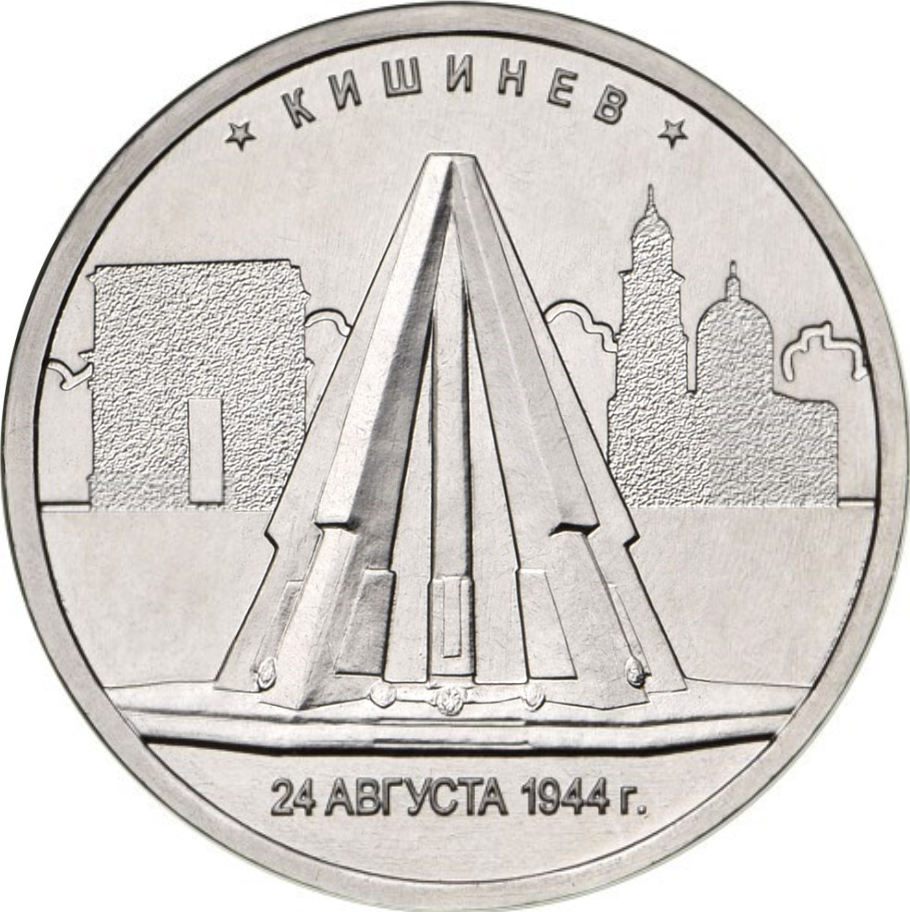
Монета Банка России 2016 года.

1 августа 2016 года Центральным банком России была выпущена пятирублёвая монета из серии «Города—столицы государств, освобожденные советскими войсками от немецко-фашистских захватчиков», посвящённая Кишинёву, на реверсе которой изображён мемориал в честь освобождения Кишинёва от фашистских захватчиков в 1944 году, который является частью Мемориального комплекса «Вечность». Количество экземпляров — два миллиона.
Географические координаты: 47°00′30″ с. ш. 28°49′58″ в. д.

### Воинское мемориальное кладбище
Воинское мемориальное кладбище — место захоронения советских воинов и гражданских лиц, героически погибших в годы Великой Отечественной войны. Расположено с юго-восточной части центрального городского кладбища Кишинёва и входит в состав Мемориала Победы.
На территории кладбища расположены братские и отдельные могилы 300 человек, погибших при защите и освобождении Кишинёва от немецко-румынских захватчиков. Здесь находятся могилы Героя Советского Союза А. Г. Карманова, командира 176-го гвардейского стрелкового полка подполковника С. Ф. Резниченко и других. На мемориальном кладбище похоронены члены подпольных групп, павшие в борьбе с фашистскими оккупантами, а также сотрудники милиции (подполковник А. М. Баженов, старшина Л. И. Спектор и др.), погибшие в мирное время при исполнении служебных обязанностей. На некоторых братских могилах установлены обелиски и мраморные надгробные плиты с именами павших. В центре кладбища воздвигнуто символическое надгробие из чёрного мрамора. На белой мраморной доске, установленной на его лицевой стороне, высечена пятиконечная звезда и надпись: «Вечная память героям!». По бокам установлены две мраморные плиты с надписью: «В братской могиле захоронены воины Советской Армии, погибшие в боях за освобождение Кишинёва в августе 1944 года».

### Памятник Котовскому

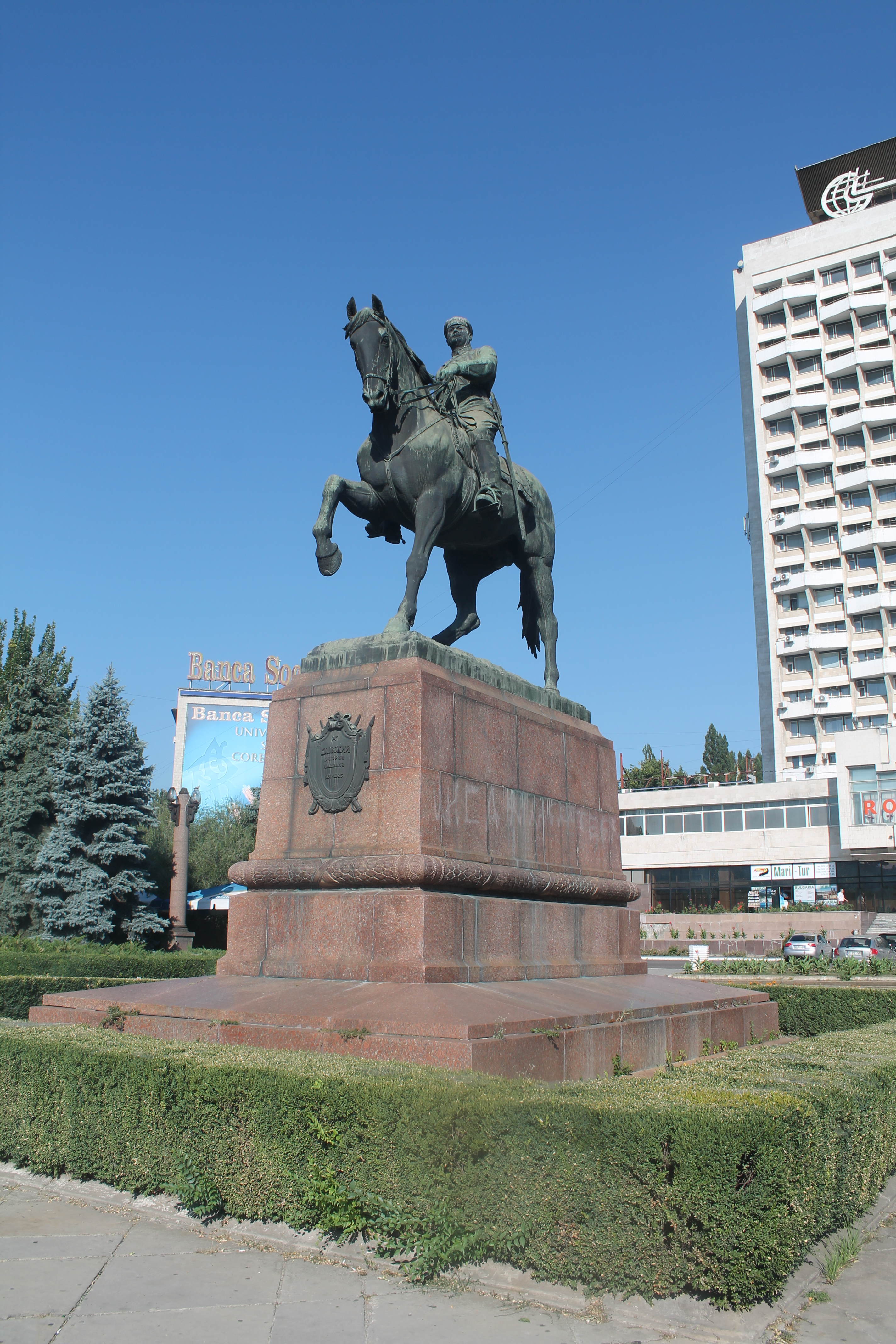
Памятник Котовскому

На почтовой открытке, выпущенной артелью Промхудожник до 1961, есть другой ракурс памятника.
Установлен в 1954 году на площади Котовского в 36-ю годовщину Советской Армии. Этот памятник был одним из первых монументальных памятников в послевоенной Молдавии. На массивном пьедестале из красного гранита установлена пятиметровая бронзовая конная статуя. На лицевой стороне постамента расположен бронзовый щит, на котором выбито «Котовский Григорий Иванович. 1881—1925».
Группу скульпторов и архитекторов (К. Китайка, И. Першудшев, А. Посядо, Ф. Наумов) возглавлял Л. Дубиновский.
Изначально планировался по проекту скульптора Л. Муравина и архитектора И. Каракиса в 1947 году.
Географические координаты: 47°00′48″ с. ш. 28°51′18″ в. д.

### Борцам за власть Советов

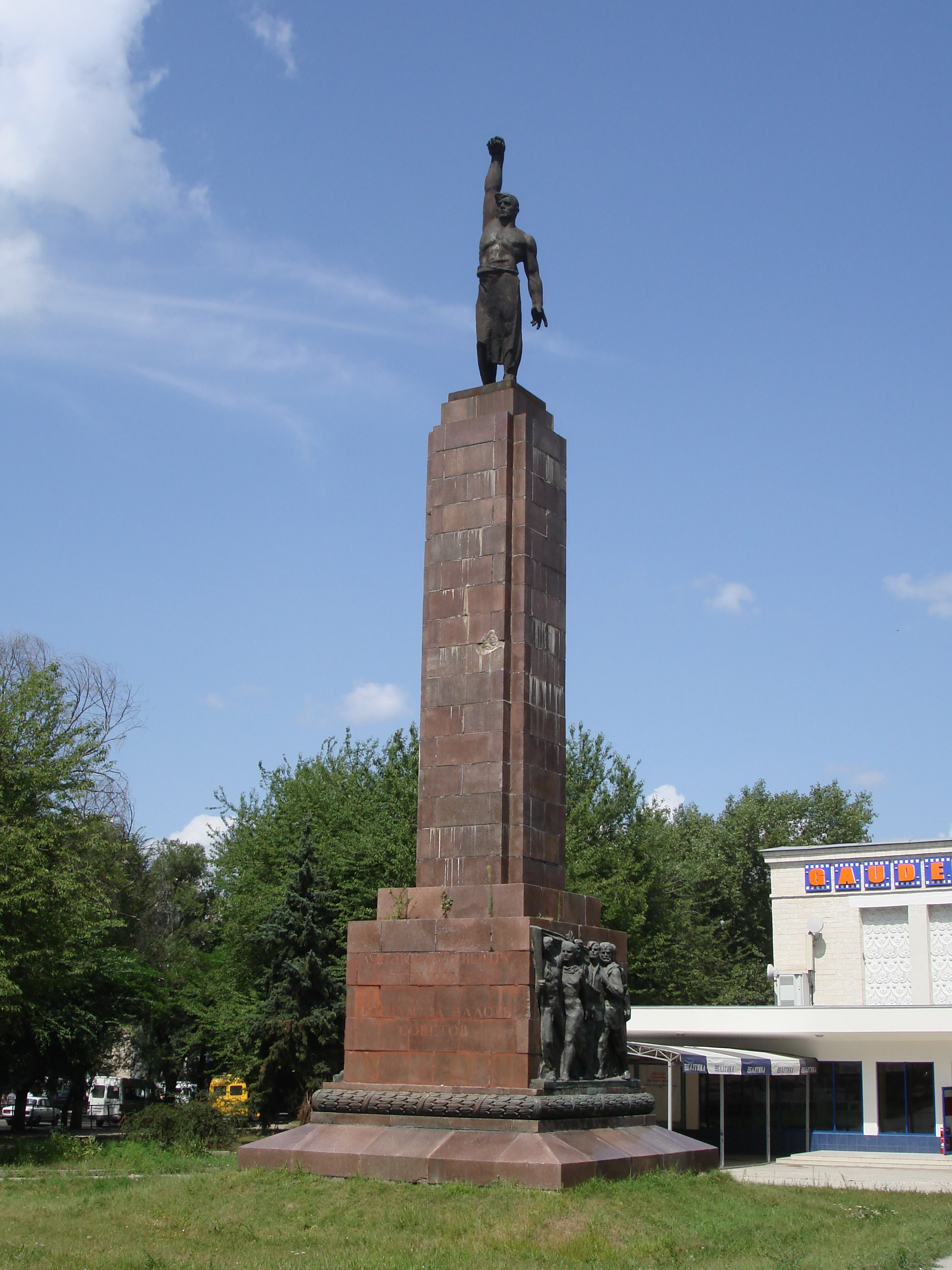
Борцам за власть Советов

Установлен в 1966 году перед кинотеатром «Гаудеамус» (быв. «40 лет ВЛКСМ»). Открыт накануне празднования 500-летия Кишинёва, которое согласно советской историографии приходилось на 1966 год. Памятник представляет собой 11-метровый прямоугольный в плане постамент из тёмно-красного гранита, увенчанный 3-метровой бронзовой фигурой рабочего — борца за народное счастье. Его правая рука со сжатым кулаком поднята вверх. У основания колонны — два барельефа, символизирующих борьбу за Советскую власть в Молдавии. На постаменте надпись:

ЛУПТЭТОРИЛОР ПЕНТРУ
ПУТЕРЯ СОВЕТИКЭ

БОРЦАМ ЗА ВЛАСТЬ
СОВЕТОВ
Авторы памятника — скульпторы А. Майко, И. Понятовский, Л. Фитов.
Географические координаты: 47°00′27″ с. ш. 28°49′40″ в. д.

### Мемориальные знаки на здании ж/д вокзала
24 апреля 1983 года на здании железнодорожного вокзала были установлены два мемориальных знака с текстами: «В честь проводов русских войск и болгарских ополченцев, отправившихся со станции Кишинёв 24 апреля 1877 года для участия в освобождении народов Балкан от османского ига» (Русско-турецкая война (1877—1878)) и «В память о революционной борьбе рабочих и солдат за власть Советов в Молдавии 1 (14) января 1918 года» (Румчерод).

### Памятник Калинину
Памятник Калинину был установлен в 1977 году на проспекте Куйбышева (ныне Каля Ешилор) перед административным корпусом комбината искусственных кож и резинотехнических изделий.
Скульптор Н. Горёнышев, архитектор Н. Запорожан.

### Бюст Карла Маркса
Бюст Карла Маркса был установлен в 1966 году перед корпусом экономического факультета Кишинёвского государственного университета на бульваре Карла Маркса. В настоящее время вместе с памятником Ленину, бюстом Димитрова и бывшей городской «Доской Почёта» находится на территории свободной экономической зоны «Молдэкспо».
Скульптор А. Майко, архитектор Ф. Наумов.

### Памятник героям-комсомольцам
Установлен на бульваре Ренаштерий (бывший проспект Молодёжи). Памятник сооружён в 1959 году по инициативе и на средства молодёжи республики в честь юных патриотов, погибших в борьбе за свободу Советской Молдавии. Четырёхугольная гранитная колонна увенчана бронзовой скульптурой девушки с горящим факелом в правой руке, символизирующей Победу. В нижней части колонны — скульптурная группа из пяти фигур, олицетворяющих бесстрашие и стойкость советской молодёжи. Высота памятника — 14,5 м. В настоящее время у основания памятника прикреплена табличка с надписью «Eroilor Comsomolului Leninist».
Авторы — скульптор Л. Дубиновский, архитектор Ф. Наумов.

### Мемориальный знак в честь Ф. Э. Дзержинского
Мемориальный знак в честь Ф. Э. Дзержинского был установлен[когда?] перед специальной средней школой милиции МВД СССР им. Дзержинского, находившейся по улице его же имени. Сейчас улица носит название Асаки, а школа милиции преобразована в Академию им. Штефана чел Маре МВД Республики Молдова. Перед ней теперь установлен знак в честь Штефана чел Маре.

### Памятник Димитрову
Памятник Георгию Димитрову в советское время находился перед Дворцом культуры профсоюзов Молдавии на Рышкановке. Памятник был установлен в 1980 году.
Авторы — скульптор Н. Горёнышев, архитектор — Ю. Василевич.

## Российская империя
Памятник В. В. Маяковскому на территории Валя Морилор….

### Памятник Пушкину
Замысел соорудить в Кишиневе памятник Пушкину возник ещё в 60-х годах XIX века, однако тогда осуществить его не удалось, хотя пожертвования были собраны. В 1880 году кишиневцы обратились к выдающемуся русскому скульптору Александру Михайловичу Опекушину с просьбой изваять для города памятник Пушкину. В это время скульптор как раз работал над его памятником для Москвы. Опекушин согласился сделать бюст, точную копию памятника А. С. Пушкина. Вот строки из ответа скульптора: «Позвольте предложить Вам бюст колоссальный, то есть голова в ту же величину и с той же модели, что и на Московской Пушкинской статуе».
В 1881 году выполненный Опекушиным бюст поэта доставили в Кишинёв по железной дороге. Позже под наблюдением скульптора была высечена гранитная колонна с пьедесталом. Сооружением памятника в 1881—1885 годах занималась специальная комиссия. Одним из активных участников кампании по установке памятника был пушкинист А. Н. Шимановский. 26 мая 1885 года, в день рождения поэта при огромном стечении народа памятник был открыт в одной из боковых аллей парка. Как свидетельствуют фотографии и гравюры того времени, памятник сначала был окружен цепями. В середине 50-х годов XX века памятник был перенесён в центр парка и установлен на оси Аллеи Классиков. Это был один из первых памятников Пушкину, являющийся точной копией верхней части статуи, установленной в центре Москвы.
Географические координаты: 47°01′30″ с. ш. 28°49′42″ в. д.